# Crnogorski fudbalski kup 2017-2018
La Crnogorski fudbalski kup 2017-2018 (in italiano Coppa montenegrina di calcio 2017-2018), conosciuta anche come Kup Crne Gore u fudbalu 2017-2018, fu la 12ª edizione della coppa del Montenegro di calcio.
Il detentore era il Sutjeska. In questa edizione la coppa fu vinta dal Mladost Podgorica (al suo 2º titolo) che sconfisse in finale l'Igalo, squadra di seconda divisione.
In questa edizione le partecipanti scesero da 30 a 28, a causa della diminuzione dell'organico della Prva liga da 12 a 10 compagini.

## Formula
La formula è quella dell'eliminazione diretta, in caso si parità al 90º minuto si va direttamente ai tiri di rigore senza disputare i tempi supplementari (eccetto in finale). Gli accoppiamenti sono decisi tramite sorteggio.

### Calendario
| Turno            | Numero di incontri | Squadre | Entrano in questo turno                                   | Date                      |
| ---------------- | ------------------ | ------- | --------------------------------------------------------- | ------------------------- |
| Primo turno      | 12                 | 28 → 16 | Tutte eccetto Sutjeska, Grbalj, Iskra Danilovgrad e Rudar | 23 agosto 2017            |
| Ottavi di finale | 16                 | 16 → 8  | Sutjeska, Grbalj, Iskra Danilovgrad e Rudar               | 13 e 27 settembre 2017    |
| Quarti di finale | 8                  | 8 → 4   | –                                                         | 1º e 22 novembre 2017     |
| Semifinali       | 4                  | 4 → 2   | –                                                         | 18 aprile e 2 maggio 2018 |
| Finale           | 1                  | 2 → 1   | –                                                         | 30 maggio 2018            |

### Squadre partecipanti
Partecipano 28 squadre: le 10 della Prva liga, le 12 della Druga liga e le 6 finaliste delle tre coppe regionali (Nord, Centro e Sud).
Prva liga
- Budućnost
- Dečić
- Grbalj
- Iskra Danilovgrad
- Kom
- Mladost Podgorica
- Petrovac
- Rudar Pljevlja
- Sutjeska
- Zeta

Druga liga
- Berane
- Bokelj
- Čelik Nikšić
- Cetinje
- Ibar
- Igalo
- Jedinstvo Bijelo Polje
- Jezero
- Lovćen
- Mladost Lješkopolje
- Mornar
- Otrant-Olympic

Treća liga
- Arsenal Tivat (vincitore Sud)
- Crvena Stijena (vincitore Centro)
- Borac Bijelo Polje (finalista Nord)
- Pljevlja (vincitore Nord)
- Ribnica (finalista Centro)
- Sloga Radovići (finalista Sud)

## Primo turno
Sutjeska, Grbalj, Iskra Danilovgrad e Rudar esentate in quanto semifinaliste della Crnogorski fudbalski kup 2016-2017.
| Squadra 1          | Risultato | Squadra 2              |
| ------------------ | --------- | ---------------------- |
| 23.08.2017         |           |                        |
| Dečić              | 3 – 1     | Jezero                 |
| Zeta               | 2 – 1     | Mladost Lješkopolje    |
| Budućnost          | 5 – 0     | Jedinstvo Bijelo Polje |
| Kom                | 2 – 3     | Berane                 |
| Ibar               | 2 – 1     | Petrovac               |
| Mladost Podgorica  | 9 – 1     | Čelik Nikšić           |
| Borac Bijelo Polje | 0 – 3     | Igalo                  |
| Arsenal Tivat      | 1 – 3     | Mornar                 |
| Pljevlja           | 1 – 3     | Otrant-Olympic         |
| Crvena Stijena     | 1 – 0     | Cetinje                |
| 24.08.2017         |           |                        |
| Sloga Radovići     | 1 – 6     | Lovćen                 |
| Ribnica            | 1 – 7     | Bokelj                 |

## Ottavi di finale
| Squadra 1         | Totale      | Squadra 2         | Andata     | Ritorno    |
| ----------------- | ----------- | ----------------- | ---------- | ---------- |
|                   |             |                   | 13.09.2017 | 27.09.2017 |
| Lovćen            | 2 – 2 (gfc) | Berane            | 0 – 1      | 2 – 1      |
| Grbalj            | 2 – 1       | Bokelj            | 2 – 1      | 0 – 0      |
| Otrant-Olympic    | 1 – 2       | Ibar              | 0 – 2      | 1 – 0      |
| Rudar Pljevlja    | 0 – 4       | Sutjeska          | 0 – 0      | 0 – 4      |
| Budućnost         | 4 – 0       | Iskra Danilovgrad | 2 – 0      | 2 – 0      |
| Crvena Stijena    | 1 – 6       | Igalo             | 0 – 1      | 1 – 5      |
| Dečić             | 4 – 6       | Mornar            | 1 – 2      | 3 – 4      |
| Mladost Podgorica | 6 – 1       | Zeta              | 4 – 0      | 2 – 1      |

## Quarti di finale
| Squadra 1 | Totale | Squadra 2         | Andata     | Ritorno    |
| --------- | ------ | ----------------- | ---------- | ---------- |
|           |        |                   | 01.11.2017 | 22.11.2017 |
| Mornar    | 0 – 5  | Mladost Podgorica | 0 – 2      | 0 – 3      |
| Budućnost | 3 – 0  | Sutjeska          | 2 – 0      | 1 – 0      |
| Igalo     | 3 – 2  | Lovćen            | 0 – 1      | 3 – 1      |
| Ibar      | 0 – 6  | Grbalj            | 0 – 4      | 0 – 2      |

## Semifinali
| Squadra 1         | Totale          | Squadra 2 | Andata     | Ritorno    |
| ----------------- | --------------- | --------- | ---------- | ---------- |
|                   |                 |           | 18.04.2018 | 02.05.2018 |
| Mladost Podgorica | 3 – 3 (4-3 dtr) | Budućnost | 1 – 2      | 2 – 1      |
| Igalo             | 1 – 1 (gfc)     | Grbalj    | 0 – 0      | 1 – 1      |

## Finale
| Squadra 1         | Risultato | Squadra 2 |
| ----------------- | --------- | --------- |
| 30.05.2018        |           |           |
| Mladost Podgorica | 2 – 0     | Igalo     |

| Arbitro: | Mileta Šćepanović (Podgorica) |

| |            | |
| Adrović 55’, 57’ | Marcatori  | |
| Ljuljanović Cicmil Novović Roganović Nikolić Ćetković Bukorac (46' Raičević) Pavlović (79' Gašević) Milićković (90+1' Ratković) Adrović Petrović | Formazioni | Bjelica Matić Đukanović Koprivica Simović Pavićević (65' Leković) Kopitović Vučić Bakrač Vilotijević (71' Đorđević) Šofranac (17' Đurković) |
| Miljenović | Allenatori | Jevrić |